# Евреи в Японии

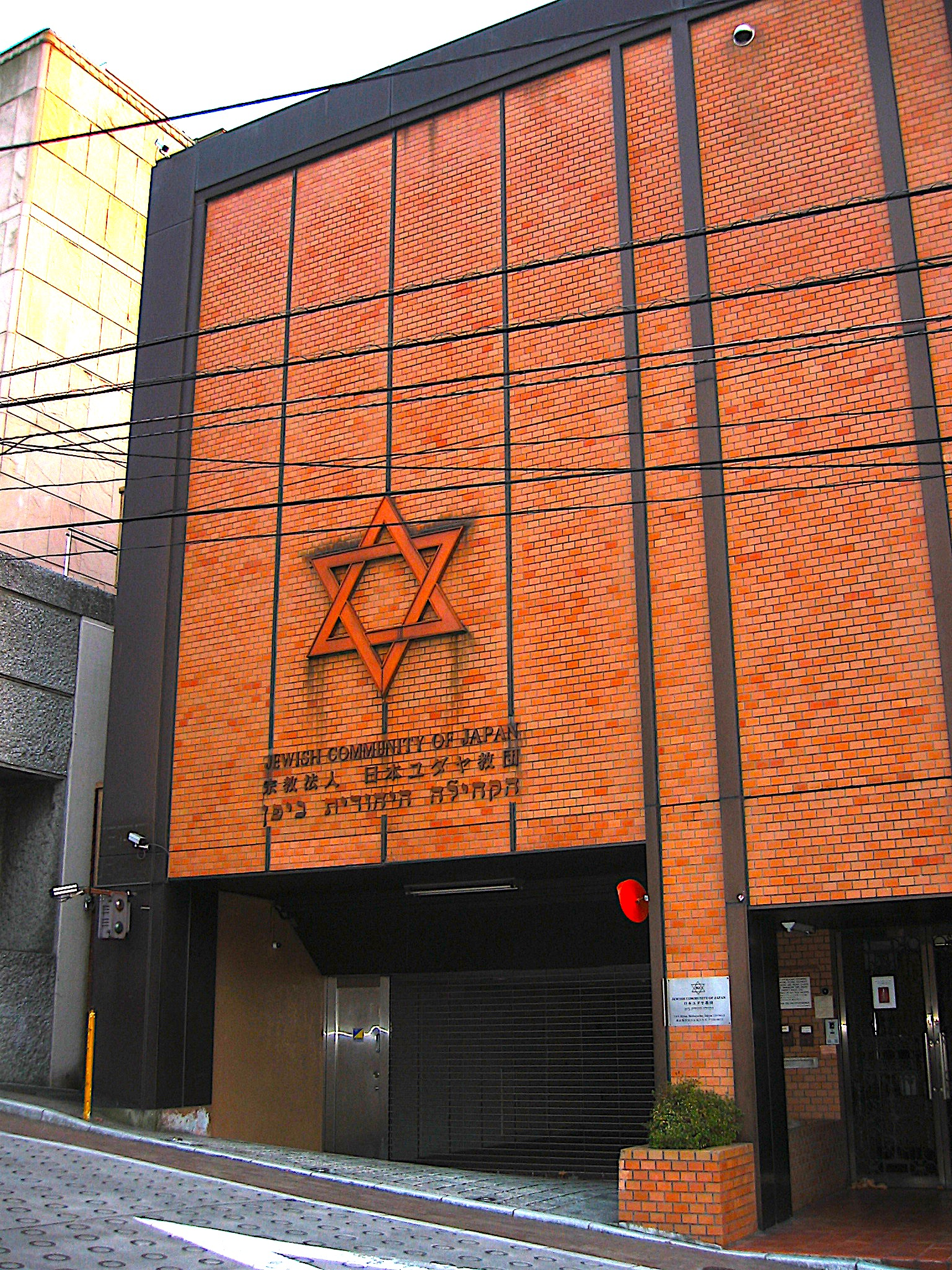
Еврейский общественный центр в Японии

Евреи в Японии (яп. ユダヤ人, также ивр. יהדות יפן‎) — еврейская диаспора, проживающая в Японии, в основном в городах Токио и Кобе (ранее также и в Нагасаки). С образованием государства Израиль большинство еврейского населения покинуло Японию, но еврейская диаспора страны всегда была стабильно небольшой.

## Краткая справка
Евреи являются одним из самых малочисленных народов Японии; их количество насчитывает не более 1850 человек на данный момент, то есть 0.0016% населения страны[уточнить]. Хотя люди, исповедующие иудаизм, известны в Японии ещё с 16 века, основная часть евреев появилась в стране после конца Сакоку перед Второй мировой войной.
Главными считаются две синагоги. Это синагога Бет Давида в Токио и Охел Шломо Синагога в Кобе. Помимо этого действуют два центра Хабада в Токио. На данный момент главным раввином Японии является рабби Антонио ди Гесу, который придерживается консервативного течения в иудаизме. По состоянию на конец июня 2023 года в Японии проживало 704 гражданина Израиля.